# Partido Salvador de Honduras
El Partido Salvador de Honduras (PSH) es un partido político hondureño de centro, con un programa basado en la lucha contra la corrupción, y la impunidad. Es un partido populista que busca unión y apoyo de todos los espectros de la política y sociedad hondureña. Fue fundado en 2020 por Salvador Nasralla, el fundador y miembro del PAC hasta 2017.

## Creación
El martes 12 de noviembre de 2019, Salvador Nasralla presentó al CNE los requisitos para inscribir su nuevo partido político, Nasralla, quien fundó el PAC, dijo que su nuevo instituto se llamara Partido Salvador de Honduras (PSH). 
El lunes 7 de septiembre de 2020 el  Consejo Nacional Electoral de Honduras (CNE) oficializó la inscripción del PSH. El PSH presentó 65 694 firmas y la organización de las autoridades departamentales y municipales del partido.

## Unidad Nacional Opositora de Honduras
El 16 de agosto del 2021 el CNE aprobó la alianza electoral UNOH para competir en las elecciones generales del 2021, la alianza se realizó entre el Partido Salvador de Honduras y el PINU. También se le sumaron la comisionada en condición de retiro María Luisa Borjas y el defensor de los derechos humanos Wilfredo Méndez, ambos del Partido LIBRE
La alianza comienza a nutrirse de liberales que no aceptan los resultados de la primarias que dieron a Yani Rosenthal la candidatura presidencial y no lo apoyan por haber sido enjuiciado y posteriormente encarcelado por lavado de activos en Estados Unidos.

## Elecciones Generales 2021
El 13 de octubre, Salvador Nasralla renunció a su candidatura por la Alianza de Unidad Opositora de Honduras (conformada por el Partido Salvador de Honduras y el Pinu) firmando un acuerdo donde el se convertiría en candidato a primer designado presidencial por Libre, en lo que se autodenominó la "Alianza del Pueblo". Castro ganó la elección presidencial, convirtiéndose en la primera mujer en Honduras en hacerlo, el partido obtuvo 10 Diputados que integraran el congreso.

## Crisis política 2022
En el acuerdo firmado por Salvador Nasralla y Xiomara Castro el 13 de octubre del 2021, el primero designaría al presidente del Congreso Nacional, pero antes del 23 de enero surgió el fraccionamiento de LIBRE donde una parte de sus miembros quieren que este mismo sea el que controle el congreso provocando una crisis al interno de este, el 7 de febrero de 2022 se llegó a un acuerdo donde se reconoce a Luis Redondo como Presidente del congreso.

## Resultados electorales
| Elección | candidato      | Votos                                    | %                                        | Diputados                                | Alcaldes                                 | Posición                                 | Conserva el registro |
| -------- | -------------- | ---------------------------------------- | ---------------------------------------- | ---------------------------------------- | ---------------------------------------- | ---------------------------------------- | -------------------- |
| 2021     | Alexander Mira | 5,711*                                   | 0.17 %*                                  | 10/128                                   | 1/298                                    | 10.ª                                     | Sí                   |
| 2025     | Aníbal Cálix   | No cumplió los requisitos de inscripción | No cumplió los requisitos de inscripción | No cumplió los requisitos de inscripción | No cumplió los requisitos de inscripción | No cumplió los requisitos de inscripción | No                   |

* En Unión Nacional Opositora (UNO) con el partido Innovación y Unidad